# Венгожево
Венгожево (пољ. Węgorzewo) град је у Пољској у Војводству варминско-мазурском. По подацима из 2012. године број становника у месту је био 11 774.
.

## Становништво
| 2012.  |
| ------ |
| 11 774 |

## Партнерски градови
- Черњаховск
- Nemenčinė
- Leffrinckoucke
- Јаворов
- Ротенбург ам Некар